# Kohorte
Die Kohorte (lat. cohors „umfriedeter Raum“) war im Römischen Reich eine militärische Einheit, insbesondere die nächste  Untereinheit der römischen Legion. 

## Römische Republik
Kohorten erscheinen in der Frühzeit der römischen Republik als Untergliederung der Infanterieeinheiten der römischen Bundesgenossen. Erst in der Zeit der punischen Kriege wurden auch die römischen Legionstruppen bei Bedarf in Kohorten gegliedert, indem jeweils drei Manipel zeitweise zu einer Kohorte zusammengefasst wurden. Durch die Heeresreform des Gaius Marius wurde die Kohorte zur wichtigsten taktischen Einheit der römischen Legionstruppen. Die Legion wurde jetzt regulär in zehn Kohorten zu je drei Manipel gegliedert, wobei jedes Manipel aus zwei Centurien bestand. Die Sollstärke einer Legion war 4.000 (3.000–6.000), die Kohorte ein Zehntel davon, also ca. 400 Mann, das Manipel wiederum ein Drittel davon. Eine Centurie, ein halbes Manipel, hatte eventuell nur früher ihre namensgebenden 100, tatsächlich später 60 bis 80 Mann an Iststärke. Dies waren Soll- oder Planzahlen, die im Gefecht meist nicht erreicht wurden und in der Fachliteratur immer noch diskutiert werden. Der Ranghöchste unter den sechs Centurionen kommandierte die Kohorte. Während die Legion eher ein administrativer Oberbegriff war, agierten die einzelnen Truppenteile als Kohorte in mehreren Treffen auf dem Schlachtfeld. Voraussetzung für diese Kohortentaktik war die Umwandlung des römischen Heeres unter Marius zum Berufsheer.
Keine militärische Einheit im eigentlichen Sinn war die cohors amicorum, die römische Feldherren begleitete und aus Personen bestand, die mit ihm persönlich verbunden waren.

## Römische Kaiserzeit

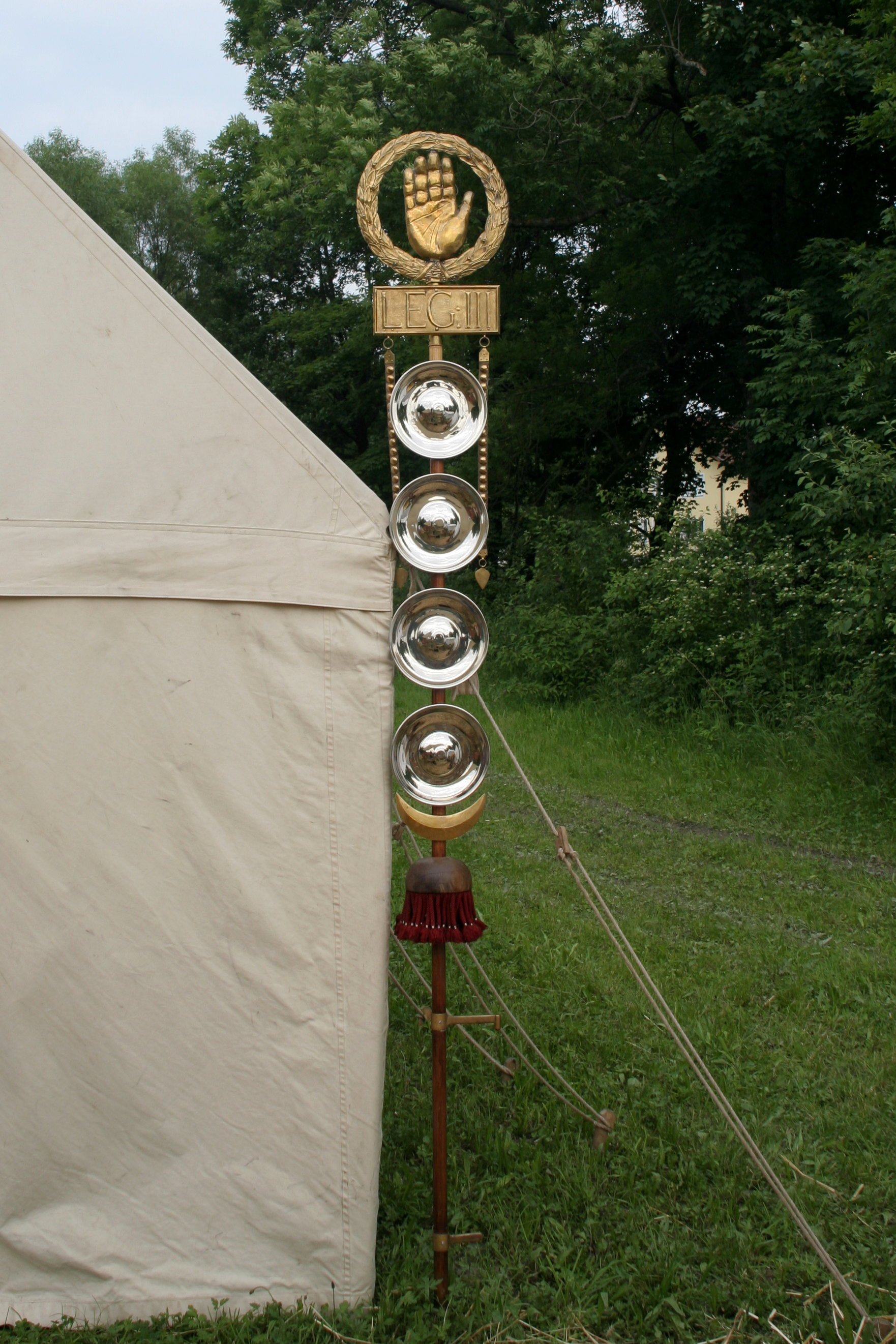
Nachbildung des Signums einer Kohorte

Die Legionen der Kaiserzeit entsprachen im Aufbau den Legionen der späten Republik seit Marius. Eine Ausnahme bildete dabei die 1. Kohorte. Diese bestand aus einer Centurie mit doppelter Mannstärke (ca. 162 Mann) und zwei Manipeln. Sie war für das Signum (Legionsfeldzeichen), getragen vom Aquilifer, verantwortlich. Der Centurio der 1. Centurie der 1. Kohorte war der ranghöchste Centurio einer Legion (Centurio primus pilus). Die Kohorte hatte im Normalfall keinen eigenen Kommandeur, sondern wurde im Gefecht vom ranghöchsten Centurio geführt, also dem Triarier-Centurio des ersten Manipels. Sie konnte aber z. B. bei selbständigen Einsätzen auch unter das Kommando eines Stabsoffiziers, meistens eines Tribuns, gestellt werden.
Auch die in Rom zur Kaiserzeit stationierten Militäreinheiten, die Prätorianergarde (cohortes praetoriae), die Cohortes urbanae und die Vigiles, waren in Kohorten gegliedert, die jeweils unter dem Kommando eines Tribuns standen.

### Auxiliareinheiten
Die Auxiliartruppen, die neben den Legionen den zweiten großen Bestandteil des römischen Heeres in der Kaiserzeit bildeten, waren überwiegend in Kohorten gegliedert; nur reine Reitereinheiten wurden als Ala bezeichnet (daneben gab es noch weitere Einheiten wie die Numeri). Das Kommando über eine Auxiliarkohorte führte in der Regel ein Präfekt, bei einigen Kohorten, insbesondere denen, die aus römischen Bürgern bestanden, ein Tribun. Als im 2. und 3. Jahrhundert der Kampfeinsatz ganzer Legionen unüblich geworden war, waren aus zwei oder drei Kohorten bestehende Verbände die Regel (Vexillation).
Wie die nachgewiesenen spätantiken Kohortenbesatzungen unterschiedlicher Kleinkastelle entlang der Grenzen belegen, ist nicht damit zu rechnen, dass in diesen vollständige, rund 500 Mann starke Kohorten mit ihren Oberkommandierenden dauerhaft stationiert waren. Vielmehr müsste für die Spätzeit von einer wesentlich verringerten Mannschaftsstärke ausgegangen werden. Eine eindeutige Überlieferung der militärischen Mannschaftsstärken für diese Epoche gibt es jedoch nicht.

### Mannschaftstärken
Es gab reine Infanterie-Kohorten (Cohors peditata und Cohors milliaria peditata) sowie gemischte Kohorten, bestehend aus Infanterie und Kavallerie (Cohors equitata und Cohors milliaria equitata). Eine einfache Kohorte wurde gewöhnlich von einem Präfekten kommandiert, während eine Cohors milliaria normalerweise von einem Tribunen geführt wurde.
Die theoretische Mannschaftsstärke der verschiedenen Kohorten wird wie folgt angegeben, wobei für eine Centurie eine Stärke von 80 Mann und für eine Turma eine Stärke von 30 Reitern angenommen wird:
| Einheit                   | Anz. Centurien | Anz. Turmae | Stärke |
| ------------------------- | -------------- | ----------- | ------ |
| Cohors peditata           | 6              | -           | 480    |
| Cohors equitata           | 6              | 4           | 600    |
| Cohors milliaria peditata | 10             | -           | 800    |
| Cohors milliaria equitata | 10             | 8           |        |